# Mariana Ingold
Mariana Ingold Barbé (Montevideo, 17 de noviembre de 1958) es una cantante, compositora, tecladista y guitarrista de música popular uruguaya.

## Carrera artística
Obtuvo el Primer Premio Anual de Música, 2013, en la categoría Murga Instrumental, y el segundo en Jazz Fusión Vocal. Ha realizado estudios de música contemporánea, música coral y musicología. En su extensa trayectoria artística que comenzó en 1977 y continúa hasta el presente en forma ininterrumpida ha participado en la formación de los grupos Travesía y Las Tres, así como la edición de varios discos de canciones, música instrumental y música para niños. También compuso música para varios videos educativos y para distintas obras de teatro. Dentro de su producción discográfica pueden encontrarse varios trabajos solistas y otros tantos en coautoría con Osvaldo Fattoruso.

### Travesía
En 1981 funda junto a Estela Magnone y Mayra Hugo el grupo Travesía, el cual se caracterizó por ser el primero de los grupos vocales femeninos, experiencia que sería seguida posteriormente por el grupo Las Tres, el Cuarteto vocal La Otra o La Dulce. Este grupo editó en 1983, para el sello Ayuí / Tacuabé el disco Ni un minuto más de dolor. Posteriormente, y antes de su disolución participan de las obras colectivas Comenzar de nuevo II (1984) y ADEMPU canta Vol. 1 (1984).

### Solista
Su carrera solista comienza con su participación en el disco colectivo Hasta siempre en 1985. Al año siguiente edita su primer larga duración, titulado Todo depende.
Paralelamente a su actividad solista, conforma en 1988 junto a Laura Canoura y Estela Magnone el grupo Las Tres. El mismo inició como un espectáculo que brindaban estas artistas en La Barraca, haciendo cada una su propio repertorio acompañado por las restantes y otros tres músicos. Al poco tiempo abandona este grupo, dejando su lugar a Flavia Ripa.
En 1989 edita el álbum Cambio de clima, el cual sería su último disco solista por un período de diez años. En ese período comienza su actividad artística compartida con Osvaldo Fattoruso, con el cual edita entre 1989 y 1996 una decena de álbumes.
Hacia 1999 retoma su producción discográfica solista con el lanzamiento de la antología Fue ayer y con la edición del disco El gran misterio.
A lo largo de 35 años de trayectoria artística, ha integrado las bandas de Eduardo Mateo, Hugo Fattoruso, Leo Maslíah, Rubén Rada, Fernando Cabrera y Eduardo Darnauchans y entre otros. Con ellos ha grabado distintos discos, así como también con otros músicos uruguayos como Jaime Roos, Daniel Viglietti, Hugo Fattoruso, Larbanois - Carrero, Jorge Schellemberg, Mauricio Ubal, Rubén Olivera, Jorge Galemire, Lágrima Ríos, Jorge Lazaroff, Washington Carrasco y Cristina Fernández entre otros. Trascendiendo fronteras, ha grabado con músicos como Tim Rescala, Héctor Bingert, Litto Nebbia y Quintino Cinalli y con la banda sueca Latin Lover.
En el marco de varias giras internacionales por países como España, Brasil, Suecia, Suiza, Argentina, Francia, Chile, México y Cuba ha compartido escenarios con músicos como Chico Buarque, Fito Páez, João Gilberto, James Moody, Leny Andrade, Clark Terry, Kit Walker, Alcíone, Dave Samuels y Paquito d'Rivera, entre otros.

## Discografía
- Ni un minuto más de dolor (con Travesía. Ayuí / Tacuabé a/e39. 1983)
- Todo depende (Ayuí / Tacuabé a/e55. 1986)
- Mariana Ingold canta a Leo Maslíah (Orfeo a/e71. 1988)
- Cambio de clima (Orfeo 90978-1. 1989)
- El disco kid (con Osvaldo Fattoruso. Ayuí / Tacuabé ae90cd. 1991)
- La penúltima musicasión (con Osvaldo Fattoruso. 1991)
- Haace calor (con Osvaldo Fattoruso. Orfeo CDO 009-2. 1992)
- Tá (junto a Osvaldo Fattoruso y Leonardo Amuedo. Ayuí / Tacuabé a/e108k. 1992)
- Candombe en el tiempo (con Osvaldo Fattoruso. Ayuí / Tacuabé ae135cd. 1994)
- ¿Será imposible? (con Osvaldo Fattoruso. Ayuí / Tacuabé a/e142k. 1995)
- Arrancandonga (con Osvaldo Fattoruso. Ayuí / Tacuabé ae165cd. 1996)
- El gran misterio (Ayuí / Tacuabé ae208cd. 1999)
- El planeta sonoro (2002)
- Tá vol.II (junto a Osvaldo Fattoruso y Leonardo Amuedo. Melopea, Argentina. 2007)
- Out of Time (Fuera del Tiempo) junto a Kit Walker (2012)
- Namasté Gaia, junto a Kit Walker (2013)

### Colectivos
- Comenzar de nuevo II (con Travesía.Orfeo SULP 90793. 1984)
- ADEMPU canta Vol. 1 (con Travesía. Ayuí / Tacuabé. 1984)
- Hasta siempre (Ayuí / Tacuabé a/e45. 1985)
- 7 Solistas (Ayuí / Tacuabé a/e72k. 1988)
- La Barraca en vivo (Orfeo. 91050-4. 1990)
- La carpeta azul (1994)

### Reediciones y recopilaciones
- Cambio de clima (Melopea, Argentina. 1991)
- Ni un minuto más de dolor (con Travesía. Ayuí / Tacuabé, Posdata pd 2014. 1999)
- Fue ayer (Ayuí / Tacuabé, Posdata pd 2016. 1999)
- Cara a cara (Left Ear Records LER 1021. 2019)